# جون هاي (كاتب)
جون هاي (بالإنجليزية: John Anthony Hay)‏ هو كاتب أسترالي، ولد في 21 سبتمبر 1942، وتوفي في 3 نوفمبر 2016.